# Арабська культура
Ара́бська культу́ра — культура, створена власне арабами протягом їх історичного розвитку. 

## Поняття арабської культури і його наповнення
Термін «Арабська культура» часом поширюють і на всі ті культури, що творилися у Середньовіччі як арабськими народами, так і народами Близького і Середнього Сходу, Північної Африки і Південно-Західної Європи, які тоді перебували під владою або під безпосереднім впливом арабського халіфату. Спільною зовнішньою ознакою всіх цих культур була арабська мова. Араби творчо засвоїли культуру стародавнього світу — греко-еллінську, римську, єгипетську, арамейську, іранську, індійську і китайську, перейнявши її від завойованих або сусідніх народів з участю підлеглих їм народів — сирійців, персів, хорезмців (нині — узбеки і туркмени), таджиків, азербайджанців, берберів, іспанців (андалусців) та інших. Араби зробили дальший важливий крок у розвитку загальнолюдської цивілізації.
Колискою арабської культури була Західна, Центральна і Північна Аравія. Арабській культурі передувала культура населення Південної Аравії, яке розмовляло сабейською мовою і мало свою писемність. Арабська культура зазнала як впливу цієї культури, так і культури областей Передньої Азії та Єгипту, де частина арабів оселилася ще в стародавні часи, а також культури арамейського населення районів нинішніх Сирії, Лівану, Палестини та Іраку. Десь у 4 столітті араби вже створили своє літерне письмо, що являло собою один із різновидів арамейського скоропису. В 7 столітті в Аравії утворилась арабська теократична держава, яка шляхом завоювань до середини 8 століття виросла у велику феодальну імперію — арабський халіфат (див. Багдадський халіфат), що до його складу, крім країн Арабського Сходу, входили Іран, Афганістан, частина Середньої Азії, Закавказзя та Північний-Захід Індії, країни Північної Африки і значна частина Піренейського півострова (Андалусія). Арабські феодали насаджували в завойованих країнах іслам і арабську мову. Частина завойованих ними країн була арабізована, інші зберегли свою культурну і мовну самостійність, проте арабська мова в цих країнах застосовувалась в науці, як латина в середньовічній Європі. Центрами арабської культури в різні часи були Дамаск, Багдад, Кордова (див. Кордовський халіфат), Каїр та інші міста. В 9—10 століттях, що характеризуються вченими як «епоха мусульманського Відродження», провідними центрами культури були Бухара і Хорезм.
Після розпаду халіфату (8—10 століття) — цього штучного конгломерату народів з різним рівнем розвитку, що тримався головним чином військовою силою арабських завойовників, — розвиток арабської культури в новоутворених арабських державах і культури визволених неарабських народів продовжувався під впливом зростання виробництва і обміну. Занепад арабської культури почався в 16 ст. після завоювання більшості арабських країн турками. В 19—20 столітті гальмом розвитку культури арабських народів, що почала відроджуватись, стала європейська цивілізація, яка завоювала і перетворила на свої колонії країни Арабського Сходу.

## Арабська наука
Арабська наука на початку своєї історії розвивалась під впливом старогрецької науки і під впливом та у взаємодії з сучасною їй високорозвиненою наукою народів Середньої Азії, Закавказзя, Індії, Персії, Єгипту, Сирії. 
Дальший розвиток арабської науки зумовлювався потребами виробництва і військової справи, якій арабські завойовники надавали великого значення. Арабська наука, як і арабська культура взагалі, зосереджувалася в досить широкій на той час мережі освітніх закладів. Шкільна освіта виникла після арабських завоювань, коли арабська мова поширилась як мова адміністрації і релігії. Початкові школи при мечетях (мектеби або кютаби) існували вже з 8 століття. 
З розвитком філологічних і природничих наук у Багдадському халіфаті, а потім і в інших арабських державах виникають науково-навчальні центри: починаючи з 8 століття граматичні школи у Басрі, Куфі та Багдаді. В 830 у Багдаді було створено академію «Дар аль-улюм» («Дім наук»). У 972 в Каїрі засновано університет аль-Аз-гар. Високого розвитку досягла освіта в арабо-піренейських землях. У 10 столітті у самій лише Кордові було 27 медресе, де викладали медицину, математику, астрономію, філософію. 
Історичною заслугою арабів є те, що вони, перейнявши досягнення науки античного часу, розвинули її далі і передали народам Заходу, ставши, таким чином, ніби мостом між античністю і сучасною цивілізацією. Твори Евкліда, Архімеда і Птолемея стали відомі Західній Європі завдяки арабам. Праця Птолемея «Мегале синтаксис» («Велика побудова») відома Західній Європі в арабському перекладі як «Альмагест». Маючи уявлення про кулястість землі, араби 827 у Сирійській пустелі виміряли дугу меридіана для визначення розмірів земної кулі, виправили і доповнили астрологічні таблиці, дали назви багатьом зіркам (Вега, Альдебаран, Альтаїр). У Багдаді, Самарканді і Дамаску існували обсерваторії. Запозичивши індійську цифрову систему, арабські вчені почали оперувати великими числами; від них пішло поняття «алгебра», вжите вперше узбецьким математиком аль-Хорезмі (780—847). В галузі математики аль-Батані (858—929) опрацював тригонометричні функції (синус, тангенс, котангенс), а Абу-ль-Вефа (940—997) зробив ряд визначних відкриттів у галузі геометрії та астрономії. Використавши праці Галена і Гіппократа, арабські вчені розвинули медицину, вивчили лікувальні властивості ряду мінералів і рослин. Ібн-аль-Байтар дав опис понад 2600 ліків і лікарських та ін. рослин в алфавітному порядку, в тому числі бл. 300 нових. Медичні знання арабів були зведені в одне ціле хірургом госпіталю у Багдаді Мухаммедом ар-Разі (864—925) і ібн Сіна Абу Алі (Авіценною; 980—1037), твір якого «Канон медицини» став настільною книгою західноєвропейських лікарів 12— 17 століть. Арабська офтальмологія мала близьке до сучасного уявлення про будову ока. Ряд відкриттів з фармакологічної хімії зробив алхімік Джабір Ібн-Хаян (8 століття.). Араби ознайомили народи різних країн, в тому числі і Західної Європи, з досконалими виробами з заліза, сталі, шкіри, вовни і т. д., запозичили у китайців компас, порох, папір, завезли до Західної Європи коноплі, рис, тутовий шовкопряд, фарбу індиго; запозичили в Китаї і просунули далеко на Захід культуру бавовнику; вперше почали виробляти тростинний цукор, акліматизували велику кількість садових та сільськогосподарських культур.
Значних успіхів було досягнуто в розвитку історичної і географічної наук. 
Вакіді (747—823), Белазурі (9 століття) написали історію перших завойовницьких походів арабів, а ат-Табарі (838—923), аль-Масуді (956), Ібн-Кутейба (9 століття) та інші зібрали відомості з загальної історії та цінні дані про життя різних народів. Арабські вчені, мандрівники й купці залишили цікаві описи подорожей до Єгипту, Ірану, Індії, Цейлону, Індонезії, Китаю і країн Західної та Східної Європи, в яких є, зокрема, цінні відомості про життя і побут східних слов'ян (русів). У цих творах розповідається про слов'янські князівства Куявію (Київське), Славію (Новгородське) і Артанію; аль-Масуді згадує про князівство Астарбрана на чолі з Саклаїком, Дулеба з Вандж-Славою; пише про князівство Валінана (волинян) на чолі з Маджаком, якому корились слов'янські племена; наводить відомості про релігію слов'ян. Ібн-Фадлан, Ібн-Руста (Ібн-Даста) писали про побут, звичаї, одяг і заняття слов'ян. Ібн-Хордадбег описав шляхи, якими слов'яни добиралися до Середньої Азії і Багдаду. Ібн-Якуб розповів про торгівлю східних слов'ян з іншими народами. Арабські автори подають відомості про походи слов'ян, наприклад Святослава, проти хозарів і булгарів. Араби знали Київ під назвою Куяба або Куява. Купець Абу-Гамід, який тричі (1150—53) відвідав Київ («gurud Küjaw»), розповідає про предмети торгівлі Русі, грошові знаки (шкурки вивірок) і т. д. На підставі відомостей купців і мандрівників арабські учені склали карту відомого їм світу. Слід відзначити, що поряд з достовірними відомостями в працях арабських вчених зустрічається чимало фантастичних вигадок.
Одним з основних трактатів, де упорядкована система знань на середньовічному арабському Сході, був трактат Фарабі «Про класифікацію наук». Цей трактат містить п’ять розділів, у яких перелічуються всі науки й практичні мистецтва відомі у той час і дається характеристика кожної з них. Побудова трактату відповідає теоретичній класи􏰀 фікації наук. Коротко ця класифікація виглядає так: перший розділ — наука про мову (з відповідними підрозділами); другий — логіка (і її підрозділи); третій — математичні науки, куди входять арифметика, геометрія, оптика, наука про зірки (астрономія), му􏰀 зика, наука про ваги і наука про митецькі прийоми. Четвертий розділ — це фізика і метафізика. Саме тут викладається картина світу, що має переважно аристотелевий ха􏰀 рактер. П’ятий розділ — цивільна наука (і її підрозділи), юриспруденція і догматичне богослов’я.
Ще однією найбільшою і вичерпною для того часу енциклопедією наук, що справи􏰀 ла безпосередній вплив на розвиток європейської наукової думки, була «Книга зцілен􏰀 ня» Ібн Сіни — багатотомний твір, який охоплює всі галузі знання того часу: логіку, математику, фізику й метафізику.
Характерною рисою наукової діяльності цього часу було прагнення до універсаль􏰀ності, енциклопедичності, оволодіння відразу кількома науками. Багато вчених того часу могли плідно працювати одночасно у кількох галузях знань. Навіть поети, творці витонченої літератури, як правило, виявляли неабияку наукову ерудицію. Так, Джахід — відомий поет і мислитель — писав трактати з філософії, медицини, історії, поетики, геометрії й інших наук; ар􏰀Разі був хіміком, медиком, фармакологом, філософом, а Ібн Сіна (бл. 980􏰀1037 рр.) — лікарем, математиком, астрономом, філософом, психологом, ботаніком, мінералогом.

## Арабська філософія
Арабська філософія, як одна з форм суспільної свідомості феодальної епохи, довгий час була тісно пов'язана з богослов'ям. З розвитком природничих і прикладних наук в ній почали зароджуватись матеріалістичні й атеїстичні тенденції. Першими, хто відходив від традиційного розуміння ісламу, були мутазиліти, які виступали проти догмату про приреченість і прагнули обґрунтувати релігійні догмати з точки зору розуму, виходячи з філософських положень деяких античних авторів. Разом з тим знайомство з творами Аристотеля, Платона та інших сприяло відходу арабської філософії від традиційної догматики богослов'я. Підкреслюючи важливість точних наук і природознавства, аль-Кінді (800—†879) критикував Коран і поклав початок використанню філософії Аристотеля для створення власних філософських систем.
Видатний арабський мислитель Ібн-Рушд (Аверроес; 1126—†1198) розвинув матеріалістичну тенденцію у філософії Аристотеля, відстоював думку про вічність світу, незнищуваність матерії та її руху, про смертність людської душі, заперечував можливість створення богом світу з нічого тощо
Ібн-Баджжа (Авенпаце, †1138) стверджував значення розуму, підкреслюючи, що моральне, духовне вдосконалення проходить через наукове пізнання, і проповідував ідею створення ідеальної держави, в якій людина матиме всі можливості для вільного і всебічного розвитку.
Значний вплив на розвиток арабської філософії справила творчість великого таджицького мислителя ібн Сіна Абуалі (Авіценни). Творчість Ібн-Рушда та інших відомих діячів арабської філософії сприяла розвиткові філософської думки народів Європи.

## Арабська література
Художню арабську літуратуру в перший, доісламський період (5— початок 7 століття) творили кочові племена арабів, а пізніше і арабізовані народи Спершу виникла проза — легенди, оповідання, пізніше — поезія; переходом до вірша була римована проза — «садж». Поетичні змагання допомогли виробити різноманітні складні віршовані форми. Основний жанр поезії — касида. Традиція виділяє кілька видатних поетів доісламського періоду, авторів «муаллак» (нанизаних касид): Імруулькайс (близько †530), Антара та інші. Головним твором часів встановлення ісламу є «священна книга» Коран, написана римованою прозою. В епоху Омеядського халіфату літературними центрами були Дамаск і Куфа. Найславніші поети цього часу: Ахталь (†710), який першим в арабській ітературі згадує про слов'ян; Джарір (†728) та сатирик Фараздак (†733). В містах розвивається життєрадісна поезія кохання. Омар Ібн-абу-Рабіа (близько †719) з Мекки — перший арабський поет-городянин. У період від Аббасидського перевороту (750) до зруйнування Багдаду монголами (1258) це місто було одним з значних осередків арабської культури. Арабська поезія, особливо придворна, наслідує класичні форми й мову бедуїнської поезії. Але виникає і нова за змістом та формою — міська поезія. її найвизначніший представник — Абу-Нувас. Поети «нового стилю» використовують нові віршовані форми і поетичні засоби [ Абу-ль-Атагія (близько 750—†828) — перший філософ в літературі; Абан Лахікі — поет-вільнодумець]. Перекладається багато творів з перської літератури, виникає своєрідна новела — макама. У 9— 10 століттях поширюються твори наукового характеру з вставними оповіданнями і віршами. В деяких є цікаві відомості про слов'ян та Східну Європу, наприклад в оповіданнях аль-Масуді (†956)— про храми слов'ян (можливо, в Прикарпатті); в «Книзі чудес Індії» та інших творах зібрано багато оповідань про мандрівників по морю. Має певні художні якості і реалістичний опис подорожі Ібн-Фадлана на Волгу 921—922. З занепадом Іраку центром літературного життя стає Сирія, місто Халеб (Алеппо), де жили славетні поети: мандрівний панегірист і філософ Мутанаббі та поет-вільнодумець Абу-ль-Ала аль-Мааррі. Єгипет також стає видатним осередком літератури. Тут створюються великі народні героїчні романи; в 14—15 століттях остаточно складається книга «Тисяча і одна ніч». Найвидатніший арабський поет мамлюкського Єгипту — Омар Ібн-аль-Фарід (1181—†1235). В Північно-Західній Африці — видатний поет того часу Ібн-Гані (†993). Марокканець Ібн-Батута (1304—†1377) описав подорож майже по всьому відомому тоді світі, зокрема по Криму і Волзі.
До арабської літератури належить і література Андалузії — арабської Іспанії, Португалії та Каталонії. Розквіт її припадає на 10—12 століття. Найвідоміші поети аристократичного кола — севільський халіф Мутамід (1040—†1095), його дружина Румейкія, Ібн-Аммар, лірик Ібн-Хамдіс (1055—†1132). Пройнята «життєрадісним вільнодумством» літературна творчість арабів, як писав Ф. Енгельс, мала велике значення для європейського Відродження.
Після падіння Гранади (1492) та турецького завоювання більшості арабських країн арабська література переживає період занепаду. В поезії панує формалізм, в прозі — компілятивність. Але з'являються і твори народною мовою, з життя народу. В кінці 16 століття в Сирії писав народною мовою популярний поет Іса-аль-Газар. Можливо, що він є автором віршованої поеми про подорож на Україну і в Московію з патріархом Іоакимом IV (був у Львові 1585—86). Певне літературне значення має опис подорожі по тих же країнах Павла Халепського та опис Грузії, складений його батьком патріархом Макарієм.

## Арабське образотворче мистецтво
Найдавніші пам'ятки належать до епохи рабовласницького суспільства. У 7—10 століттях воно ще наслідує елліністичне, коптське, візантійське і сасанідське мистецтво. Але вже в цей час розвивається прикладне мистецтво: з'являються художні тканини з тонким візерунком, вироби з бронзи, гірського кришталю, кераміка з кольоровими поливами, скло, різьблення по дереву. Пам'яток монумент. живопису збереглося дуже мало: стінописи палаців у Сирії (Кусейр-Амра, 8 століття) та Межиріччі (Самарра, 9 століття). Найдавніші арабську, мініатюри створені в Єгипті у 10—11 століття В 13—14 століття в Багдаді виникає школа мініатюри, в якій відчувається зв'язок з іранською мініатюрою монгольської епохи (один аркуш є у Київському музеї західного та східного мистецтва).

## Арабська архітектура

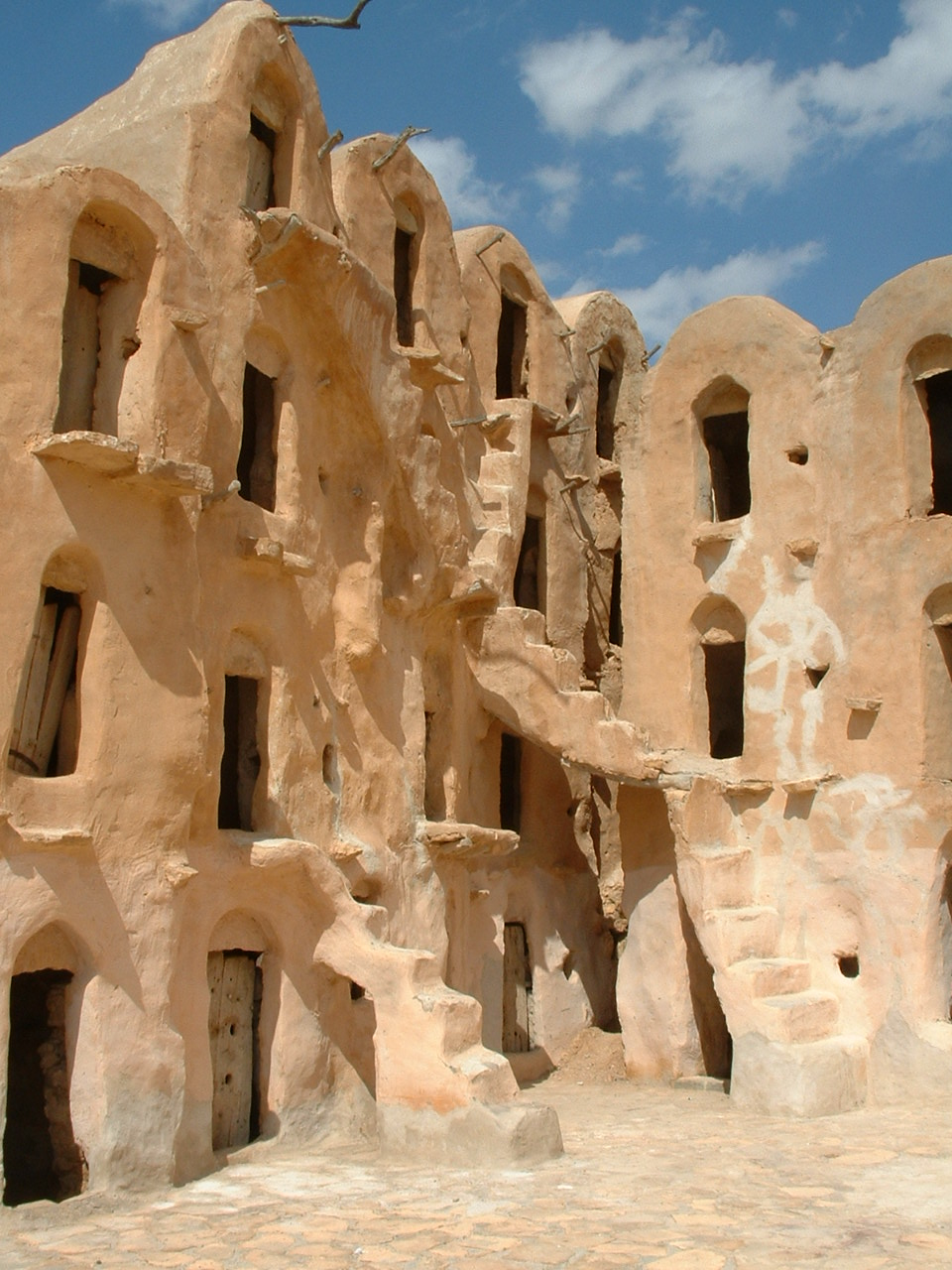
Колишнє помешкання султана в Тунісі

До 2— 5 століття н. е. відносяться рештки монументальних склепистих споруд у Хаурані (Сирія). В ранніх пам'ятниках арабську. архітектури позначився вплив елліністично-римської, візантійської і сасанідської традицій, наприклад палац 4 — 8 століття у Мшатті (Йорданія), мечеть «Купол скелі» (691) в Єрусалимі (Палестина). В 7—10 століттях створюється своєрідний тип колонної мечеті з прямокутним подвір'ям у центрі, оточеним багатонефними залами і галереями зі стрункими аркадами. До цього типу належать Велика мечеть у Дамаску (705), мечеть Амра у Каїрі (642). З 11 —12 століття в арабській архітектурі великого значення набирає орнаментика, що вкриває будівлі зовні і всередині; широко застосовуються стилізовані рослинні, сталактитові, епіграфічні та літерні узори. З 13 століття поширюються куполи як засіб перекриття будівель і важливий елемент архітектурної композиції. На Піренейському півострові в 13— 14 століттях створюються чудові архітектурні споруди т. з. мавританського стилю, в якому арабські форми і декор поєднувалися з окремими західноєвропейськими архітектурними мотивами. Визначними пам'ятниками цього стилю є замок Альгамбра в Гранаді (13—14 століття) і палац Алькасар в Севільї (14 століття). Після завоювання арабських держав турками арабська архітектура зазнала впливу візантійського і турецького мистецтва. Наприклад, мечеть Мохаммеда Алі в Каїрі (1824–1857).

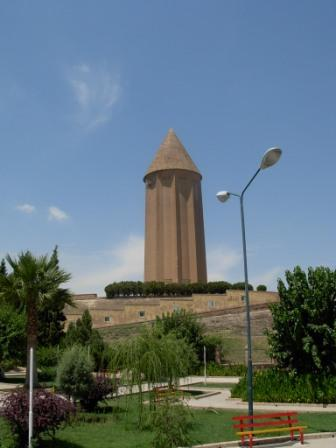
Мавзолей вежа Кабуса.
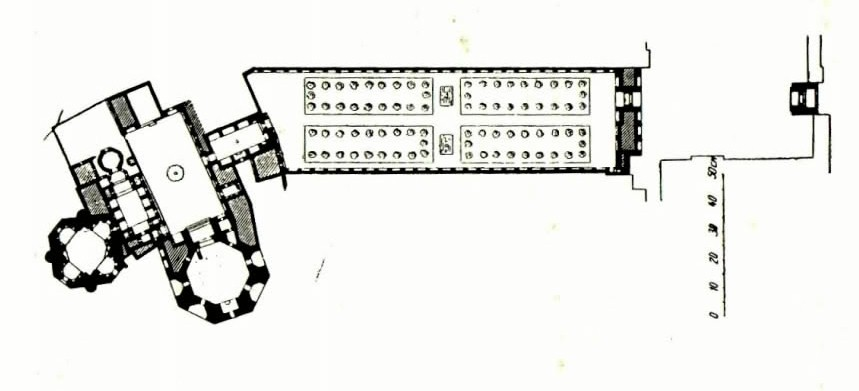
Мечеть і мавзолей шейха Сефі з садом, план, Ардебіль.
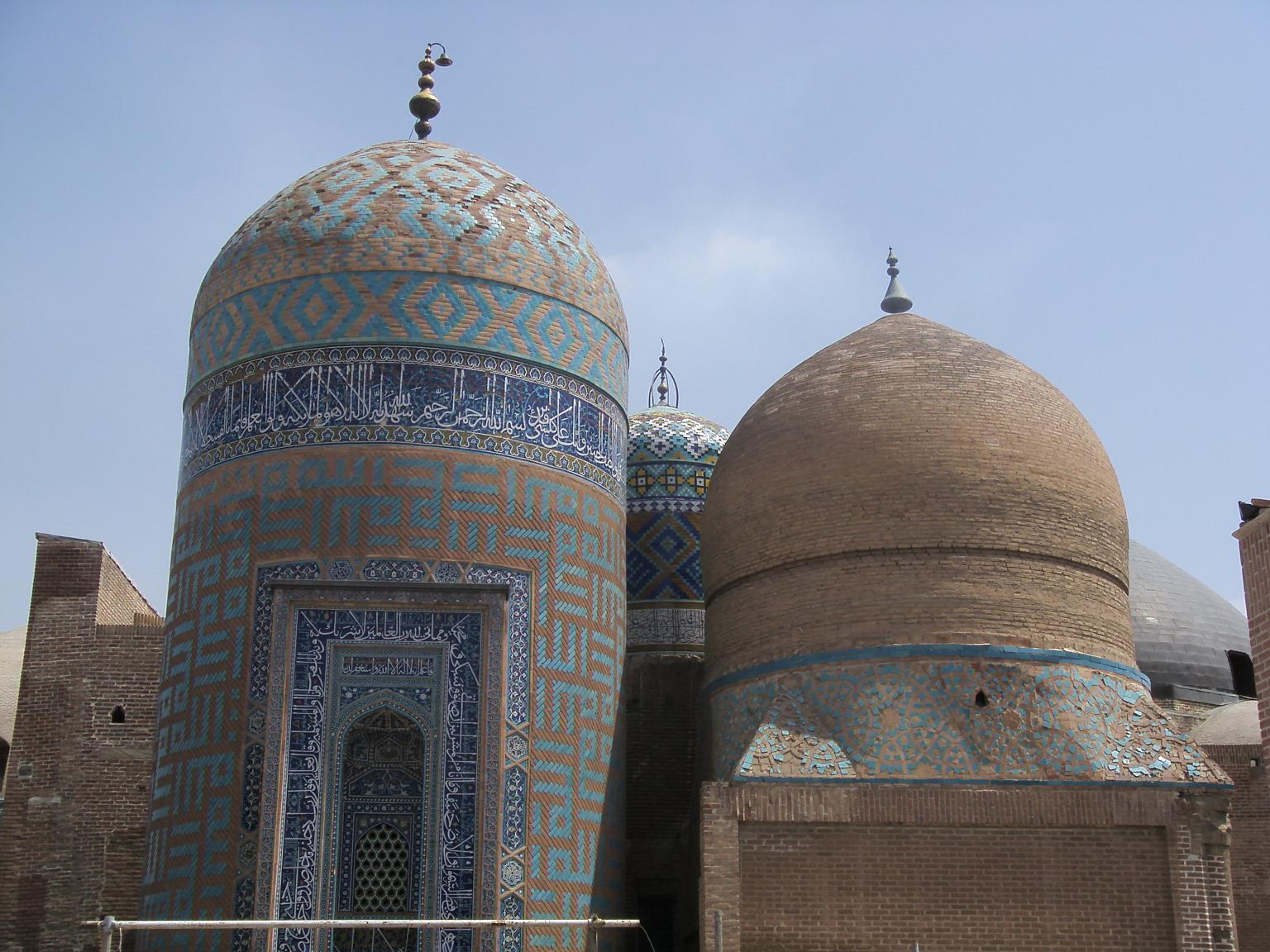
Надгробок шейха Сефі, Ардебіль.
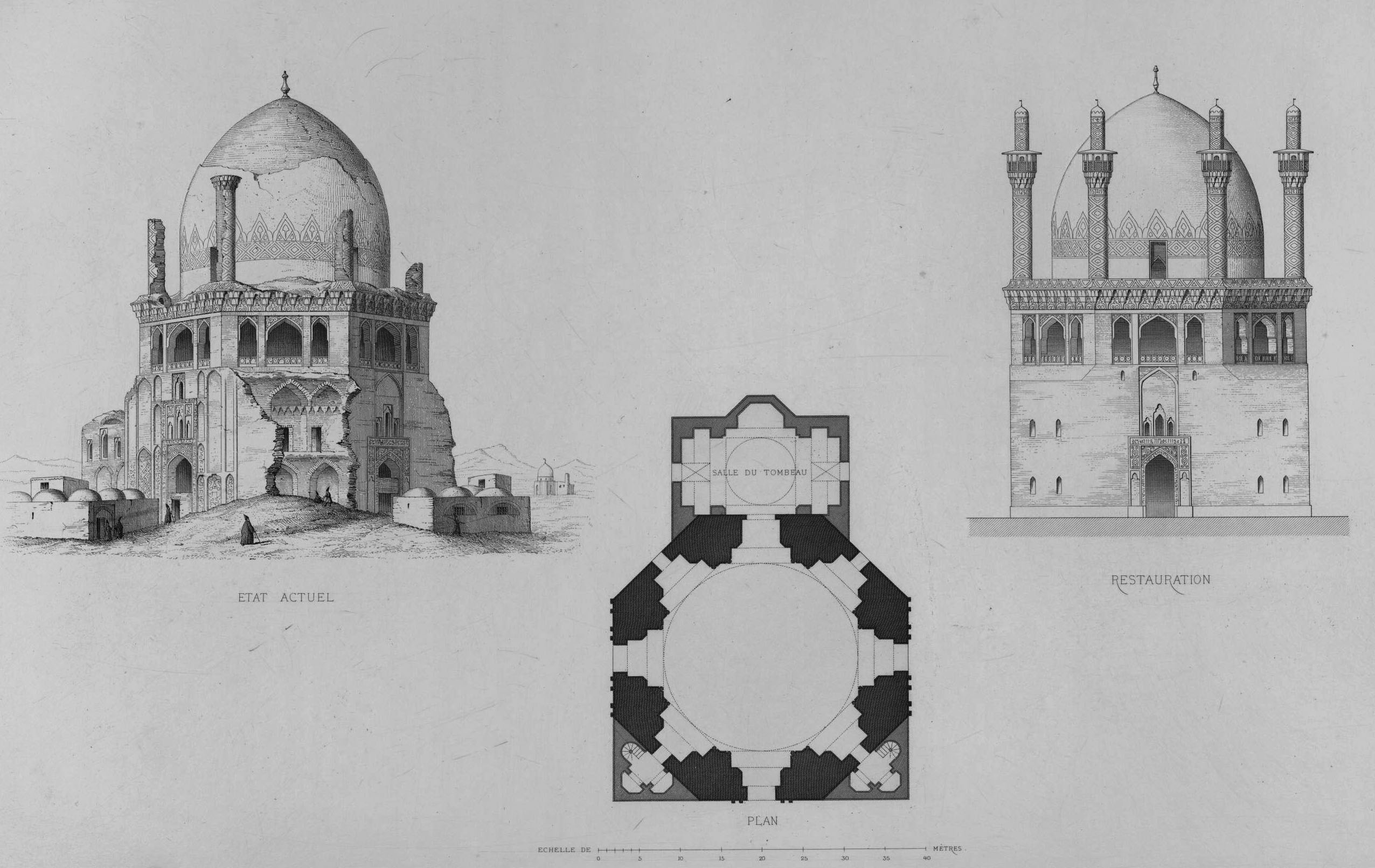
Паскаль Косте. Мавзолей ільхана Олджейту, Персія,  фасад, план і реконструкція споруди для реставрації, 1840 р., місто Сольтаніє
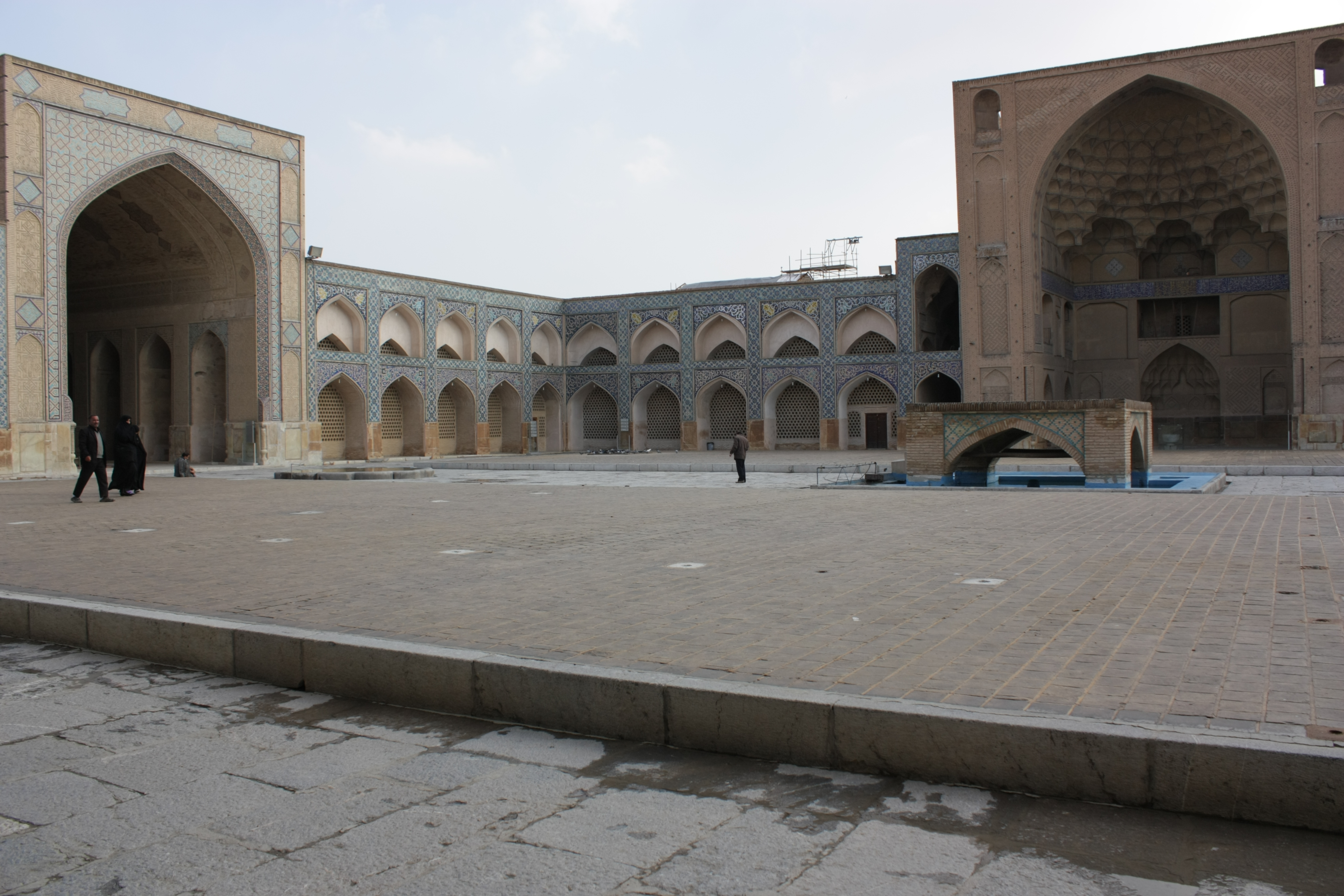
Ісфаган, Персія. Айвани соборної мечеті, фото 2013 р.

## Архітектура мусульманських країн в творах західних митців

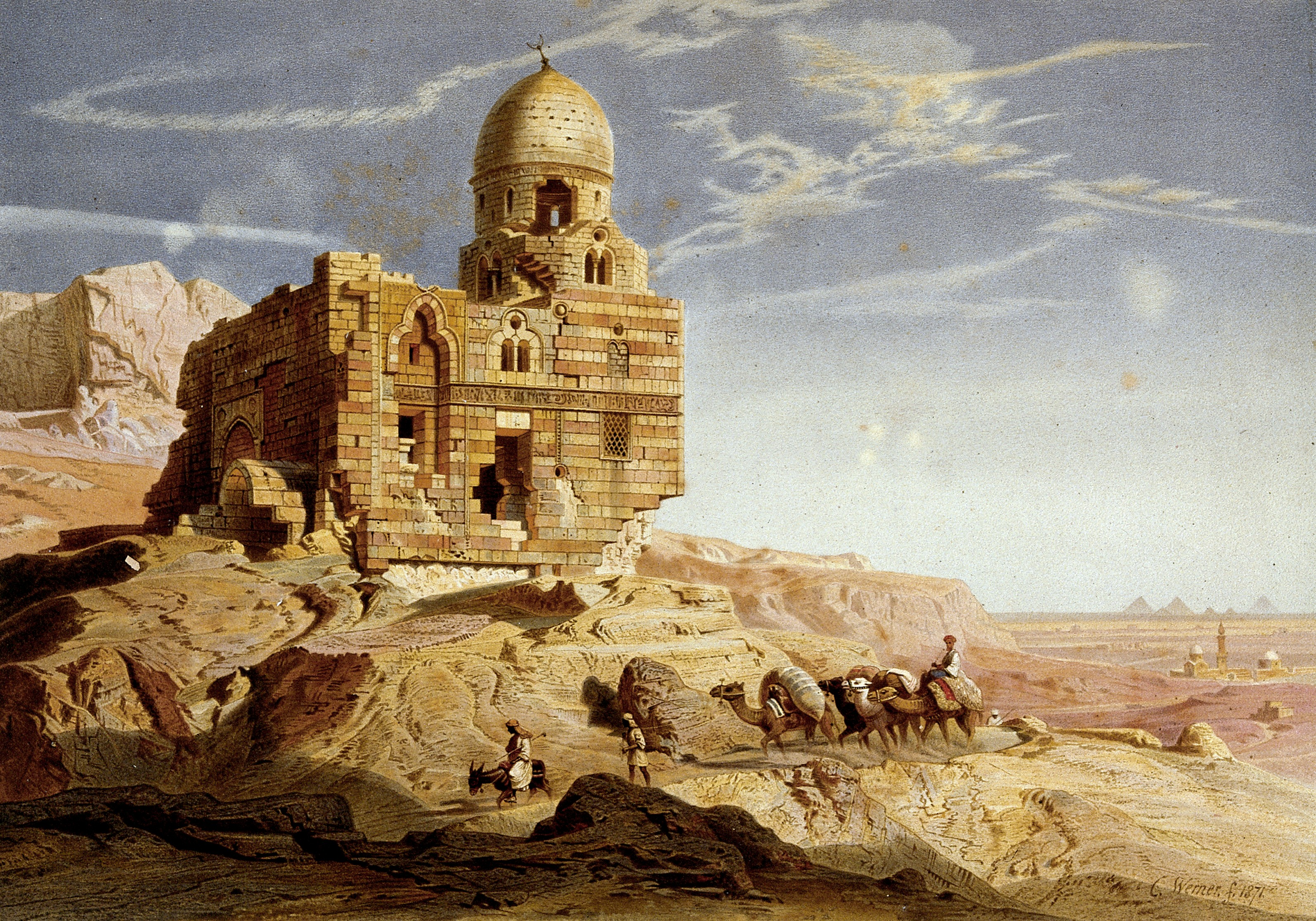
« Надгробок султана Варсбея », Каїр, перша половина 15 ст. (худ. Карл Вернер, кольорова літографія 19 ст.)

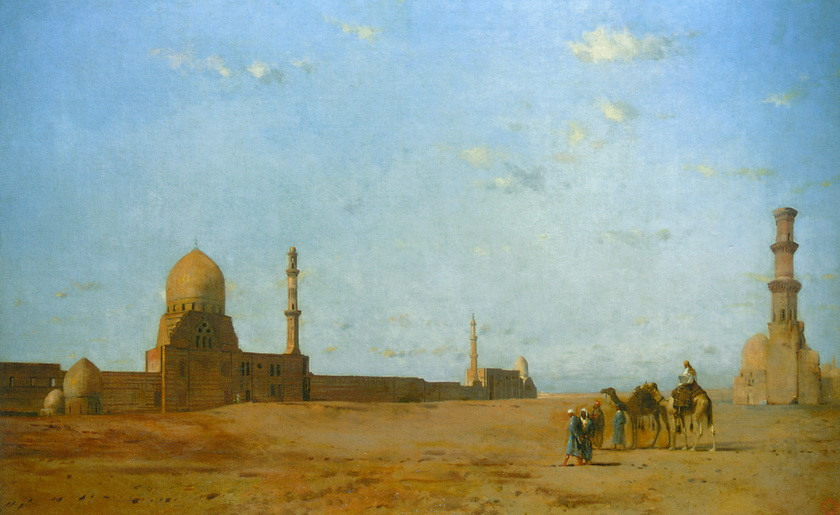
Ежен Фромантен. «Мавзолей каліфів в Каїрі»

## Арабська музика
Відомості про стародавню арабську музичну культуру дуже бідні. Крім пісень праці, обрядових, побутових, військових, відомі караванні пісні (худа). Арабська музика одноголосна, мелодії багаті на мелізми, побудовані на 17-ступеневому звукоряді. Серед музичних інструментів головний — уд (рід лютні). Видатними представниками старод. музичної культури були: Джаміле (співачка), Ібрагім аль-Маусілі (композитор і співак, †804), Зер'яб (співак, близько 1-ї половини 9 століття) та інші. Музичні теоретики збирали пісенну творчість. Існували співацькі школи, де навчалися рабині.

## Взаємозв'язки арабської та української культур
Арабська культура завжди привертала до себе увагу європейських учених, у тому числі й українських. Відомості про арабську культуру йшли до Русі спочатку через Візантію, а пізніше й безпосередньо з Арабського Сходу. В ранньому середньовіччі в Україні були поширені оповідання про царицю Савську, «Каліла й Дімна» під візантійською назвою «Стефаніт та Інхілат», «Балачвар Будасар» (історія Будди) під назвою «Варлаам та Іосаф», книга «Рафлі» — переробка арабської «Рамлі» (ворожіння на піску). З розвитком раціоналізму у 15 столітті поширюються в староукраїнських перекладах твори арабського походження: повчальна книга «Таємниця таємниць» (в арабській літературі приписувалась Аристотелю, а в Україні була відома під назвою «Аристотелеві ворота») та «Логіка» арабського філософа аль-Фарабі (†950) в переробці Маймоніда (†1204).
Відомий також Коран, який належав професору єврейської мови Києво-Могилянської академії Симону Тудорському (переписаний 1682), — один з Коранів, які видавалися для мусульман-татар, переселенців до Білорусі. Для них під арабським текстом Корану арабськими літерами писалися пояснення білоруською мовою. Іоанікій Галятовський писав полемічні твори проти ісламу. Один його трактат польською мовою «Мухаммедів коран» у 80-х рр. 17 століття кілька разів видавався в Чернігові.
Завдяки подорожам сирійських арабів по Україні (патріархи Іоаким IV та Макарій) став можливим безпосередній культурний зв'язок з арабами-християнами. На початку 18 століття на кошти гетьманського уряду було видано Євангеліє арабською мовою. Мандрівник Василь Григорович-Барський (1701—†1747) знав розмовну арабську мову і дав цікаві відомості про арабські країни, де він довго жив.
Арабські мовні запозичення
У 16 — 17 століттях до української мови ввійшло чимало арабських слів: майдан, кайдани, чайка (назва човна), кава (арабською «кагва»), нафта тощо. Григорій Сковорода згадує в своїх творах вживані тоді привітання арабською мовою та пахощі «блаженної Аравії».
Арабські сюжети
С. Гулак-Артемовський у «Запорожці за Дунаєм» використав легенду про Гаруна ар-Рашіда з «1001 ночі». В новій українській літетатурі староарабська тематика знайшла свій відбиток у перекладах Л. Боровиковського, у поемі П. Куліша «Магомет і Хадіза», в художніх творах І. Франка, Лесі Українки, А. Кримського та інші.
Арабістика
Вперше в Україні арабську мову й літературу викладав Б. Дорн у Харківському університеті (1829—32). Відомі праці професорів того ж університету М. Петрова «Мухаммад. Походження ісламу» (вид. 1865, 1869, 1882) та В. Надлера «Культурне життя арабів у перші століття гіджри (622—1100) та його виявлення в поезії і мистецтві» (1869) з численними перекладами зразків арабської поезії. Видатним дослідником арабської історії, культури, літератури був академік А. Кримський. Крім загальних оглядів та окремих досліджень, він дав численні переклади з арабської мови на українську (починаючи з 1890 друкувалися в Галичині), писав літературні твори на арабські сюжети. Ряд праць з історії арабів та арабської літератури належить А. П. Ковалівському, Т. Кезмі (1882—†1958) та іншим.